# 茶陵华溪蟹
茶陵华溪蟹（学名：Sinopotamon chalingense）为溪蟹科华溪蟹属的动物。在中国大陆，分布于湖南等地，多见于淡水环境中。